# (35326) Lucastrabla
(35326) Lucastrabla est un astéroïde de la ceinture principale.

## Description
(35326) Lucastrabla est un astéroïde de la ceinture principale. Il fut découvert le 7 mars 1997 à Bologne par l'observatoire San Vittore. Il présente une orbite caractérisée par un demi-grand axe de 3,17 UA, une excentricité de 0,14 et une inclinaison de 1,1° par rapport à l'écliptique.

## Compléments